# 卡尔·马拉莫罗斯
卡尔·马拉莫罗斯（1915年1月16日—2016年5月9日）是一位奥地利出生的美国病毒学家、昆虫学家和植物病理学家，1938年毕业于华沙农业大学（華沙生命科學大學的前身），1947年移民美国，1980年获沃爾夫農業獎。